# Marasmo
Marasmo ou Desnutrição seca (do grego μαρασμός, decadência), é uma forma crônica de desnutrição, na qual a deficiência primariamente de carboidratos e lipídios, em estágios avançados, é caracterizada por perda muscular e falta de gordura subcutânea.

## Causas
O marasmo ocorre quando os indivíduos não seguem uma dieta mínima de nutrientes, carboidratos, lipídios e proteínas, durante muito tempo, em quantidade suficiente necessário ao bom funcionamento do corpo humano. A falta de alimentos ricos em sais minerais e vitaminas provocam vários malefícios à imunidade, portanto está frequentemente associado a outras doenças comorbidades. A doença tem esse nome devido ao fato da vítima não possuir disposição para realizar suas atividades metabólicas.

## Sinais e sintomas
- Peso corporal menor que 60% do ideal para a idade;
- Inchaço das pernas (por falta de sódio);
- Fadiga e tontura;
- Altura inferior ao esperado para a idade;
- Menor desenvolvimento cognitivo;
- Pele ressecada e frágil;
- Musculatura reduzida;
- Irritabilidade;
- Fome constante;
- Hipotermia (baixa temperatura corporal);
- Ulceração das córneas (por falta de vitamina A).

## Diagnóstico diferencial
Caso haja ingestão de fontes de energia suficientes, mas insuficiente de proteínas e vitaminas, é diagnosticado como kwashiorkor, ou desnutrição molhada e tem pior prognóstico(resultado). Frequentemente está associado também a distúrbios endócrinos e AIDS e outras infecções com transmissão vertical(de mãe para filho).

## Epidemiologia

Em 2002, no mundo, cerca de 10,4 milhões das crianças morreram com desnutrição.

É mais comum em crianças menores de 18 meses e não amamentadas. Ambos são mais comuns em países subdesenvolvidos. Em alguns locais, questões culturais aumentam o número de casos em meninas. Também é comum em idosos negligenciados. Em países em rápido crescimento, está sendo substituída por desnutrição proteica (kwashiorkor). 

## Tratamento
Em casos leves ou moderados pode-se utilizar fórmulas balanceadas adequadas para a idade, em forma líquida ou pastosa, como vitaminas e sopas. Bebês de até 2 anos tem excelente resposta a leite materno. Em casos severos pode ser necessário soro adequado a deficiência de sais minerais e vitaminas por via parenteral. Em seu tratamento de longo prazo deve-se prover uma dieta com proteínas, potássio, vitaminas e carboidratos de alto valor biológico e calorias adequadas como sopa de feijão, soja, grão de bico e legumes e vitamina de frutas.
Em caso de má-nutrição severa refrigerantes, salgadinhos e carnes podem ser fatais (por desequilíbrio hidroeletrolítico), tanto pelo alto conteúdo de sódio, colesterol de baixa densidade e baixo valor nutritivos.
É importante também vestir adequadamente, pois hipotermia favorece infecções. Pode-se alimentar de 2 em duas horas, inclusive acordando durante a noite. A prioridade deve ser em mantê-la bem hidratada e em homeostase.

## Outros Significados
Também pode se referir a tédio, apatia, fraqueza e desmotivação.
Ou ainda na economia e cultura pode se referir à ausência de novos acontecimentos ou realizações (marasmo econômico); ESTAGNAÇÃO